# Ruehleia
Ruehleia bedheimensis is een plantenetende dinosauriër, behorend tot de Sauropodomorpha, die tijdens het late Trias leefde in het gebied van het huidige Duitsland.

## Vondst en naamgeving
Tussen de herfst van 1932 en de kerst van 1933 groef graaf en arts Hugo Rühle von Lilienstern bij de Großen Gleichberg nabij Römhild in Thüringen een sauropodomorf skelet op waarvan de resten verspreid lagen tussen twee gedeeltelijke skeletten van de theropode roofsauriër Liliensternus. Het exemplaar werd op de wand van de hoofdruimte van het Paleontologisches Heimatmuseum Bedheim aangebracht in Bauchlage, dat wil zeggen: met de ledematen en ribben links en rechts haaks op de wervelkolom staand. Dit wordt bij museumexemplaren van kruipende reptielen wel vaker gedaan omdat die de ledematen normaliter al in spreidstand hebben; bij een dinosauriër die de poten recht onder de romp heeft, is het resultaat nogal onnatuurlijk. In 1969 werd het museum van Schloß Bedheim opgeheven en is het skelet naar het Humboldtmuseum in Berlijn verhuisd. In 2001 werd een skeletmodel opgesteld in het Naturhistorisches Museum Schloss Bertholdsburg Schleusingen dat echter meer gebaseerd is op Plateosaurus.
In 1952 publiceerde Graf von Lilienstern een boekje over zijn vondsten. Bij die gelegenheid wees hij het exemplaar toe aan Plateosaurus plieningeri. In 1999 echter concludeerde Peter Malcolm Galton in een bijdrage aan een congres dat het een andere soort en een apart geslacht betrof. Hij benoemde de typesoort Ruehleia bedheimensis. De geslachtsnaam eert Rühle als ontdekker. De soortaanduiding verwijst naar de herkomst bij Bedheim. Het artikel werd in 2001 gepubliceerd; in een tweede artikel dat jaar werd aanvullende informatie gegeven.
Het holotype, HMN MB RvL 1, is gevonden in een laag mergel, de Knollenmergel, van de Trossingenformatie die dateert uit het late Norien, ongeveer 209 miljoen jaar oud. Het bestaat uit een gedeeltelijk skelet zonder schedel. Bewaard zijn gebleven: de vierde tot en met tiende halswervel, alle veertien ruggenwervels, drie sacrale wervels, twintig staartwervels, ribben, de rechterschoudergordel, beide opperarmbeenderen, her rechterspaakbeen, de rechterellepijp, beide handen, het bekken en de achterpoten inclusief het rechtersprongbeen maar zonder de voeten. Het postcraniaal skelet is dus uitzonderlijk compleet. Daarnaast werden twee fragmentarische skeletten uit dezelfde vindplaats toegewezen, waarvan een van een jong dier.
In 2010 stelde Gregory S. Paul dat het slechts een oud exemplaar van Plateosaurus longiceps betrof.

## Beschrijving

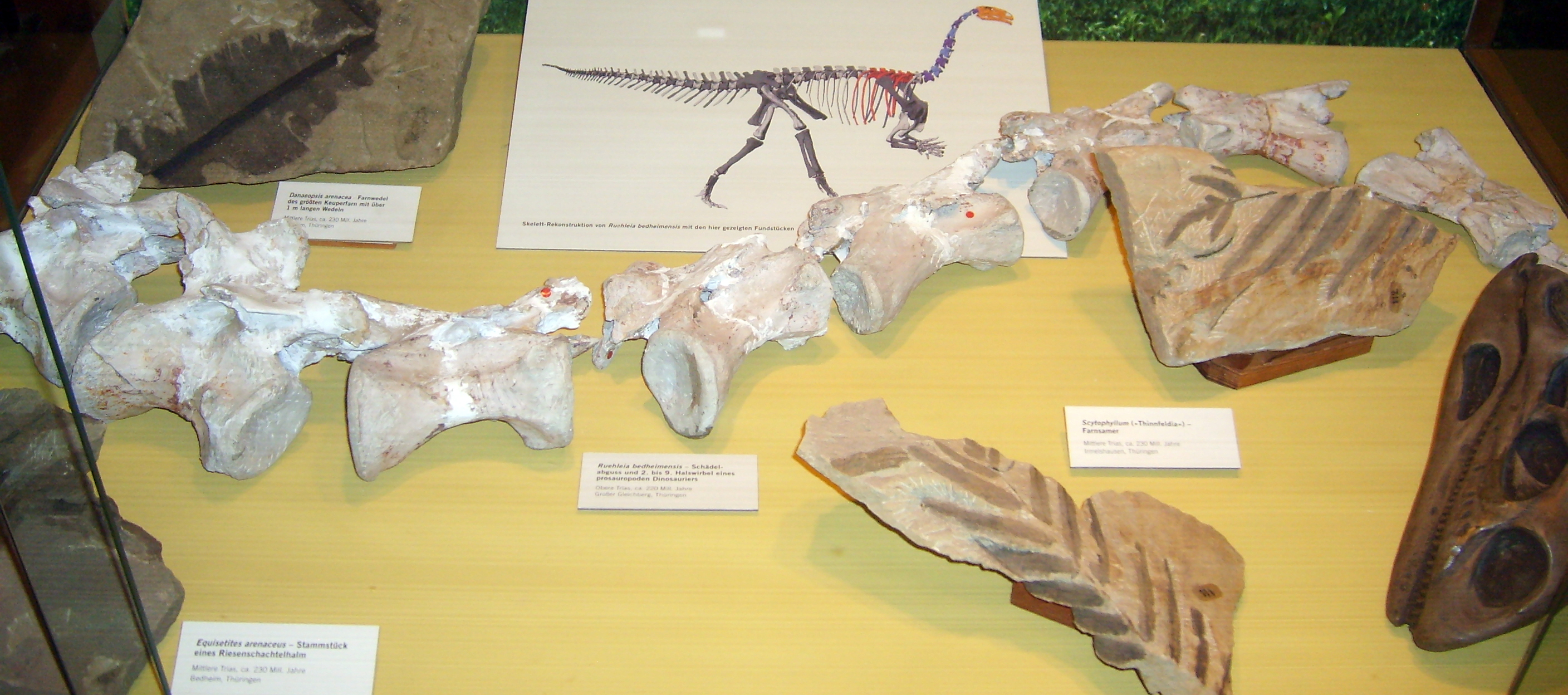
De vierde tot en met tiende halswervel en de eerste ruggenwervel

Ruehleia had volgens een schatting van Galton een lengte van zesenhalve meter. Paul schatte de lengte op acht meter bij een gewicht van 1300 kilogram.
Galton richtte zich vooral op kenmerken waarin Ruehleia zich van Plateosaurus onderscheidde. Dat betrof vooral het feit dat het heiligbeen een ruggenwervel had "ingevangen" die daardoor een dorsosacrale wervel werd. Ook de meeste verwanten hebben drie sacrale wervels maar bij deze is een caudosacrale wervel ingevangen van de staart. De hand heeft drie grote onderste polsbeenderen, de eerste tot en met derde carpalia, die complexe gewrichtsvlakken tonen. In het bekken ziet het darmbeen er basaal uit. Het heeft een groot aanhangsel voor het schaambeen. Het voorblad daarentegen is juist zeer kort en klein. Het raakvlak van het schaambeen met het darmbeen is veel langer dan overdwars breed. Het schaambeen heeft slechts een kleine bijdrage, maar half zo breed overdwars als het contact met het darmbeen, aan het heupgewricht.
Het dijbeen heeft een lengte van tachtig centimeter.

## Fylogenie
Galton plaatste in het beschrijvende artikel Ruehleia basaal in de Sauropodomorpha en in het opvolgende artikel meer bepaald in de Plateosauridae. Later analyses tonen meestal een positie in of dicht bij de Plateosauridae.